# アイネットテクノ
アイネットテクノ株式会社（あいねっとてくの）は、かつて大阪市東大阪市に本社を置いた電気通信工事等を行っていた通信建設会社。

2018年10月に親会社の親会社の旭コムテク株式会社に吸収合併された。また、旭コムテクは合併と同時に社名を「アンダーデザイン株式会社」に変更した。

## 概要
2000年（平成12年）に旭コムテクの二つの施工部門を統合し分社し設立。親会社と同様NECやNECネッツエスアイとも取引しており、また親会社からの受注も多い。